# ㅊ
Chieut (litera: ㅊ, kor. 치읓) – spółgłoska tylnojęzykowa należąca do grupy pisma hangul, do oznaczenia spółgłoski zwarto-szczelinowo zadziasłowo bezdźwięcznej [tʃʰ] na początku sylab oraz [k] na końcu sylab. Według transkrypcji McCune’a-Reischauera spółgłoska brzmi "ch’".
Jak podaje Koreańska Zasada Pisowni (Hunminjeongeum) ㅊ jest dziesiątą literą alfabetu koreańskiego.
Dźwięk spółgłoski brzmi podobnie jak "ch" w angielskim słowie "church" lub "ć" z przydechem, czyli jakby "ćh".

## Pismo

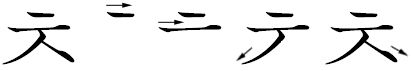
Kolejność stawiania kresek

## Historia
Uważa się, że litera ta ma mocniejszy dźwięk niż ㅈ, dlatego dodano do niego kreskę i stworzono "ㅊ".
Po raz pierwszy litera została opisana w 1527 roku i nazwana jako "ㅊ齒", a od 1933 nazywa się "치읓", której nazwę przyznało jej Koreańskie Towarzystwo Językowe.